# Donacostola notabilis
Donacostola notabilis är en fjärilsart som beskrevs av Alfred Philpott 1928. Donacostola notabilis ingår i släktet Donacostola och familjen plattmalar. Inga underarter finns listade i Catalogue of Life.